# Keytar

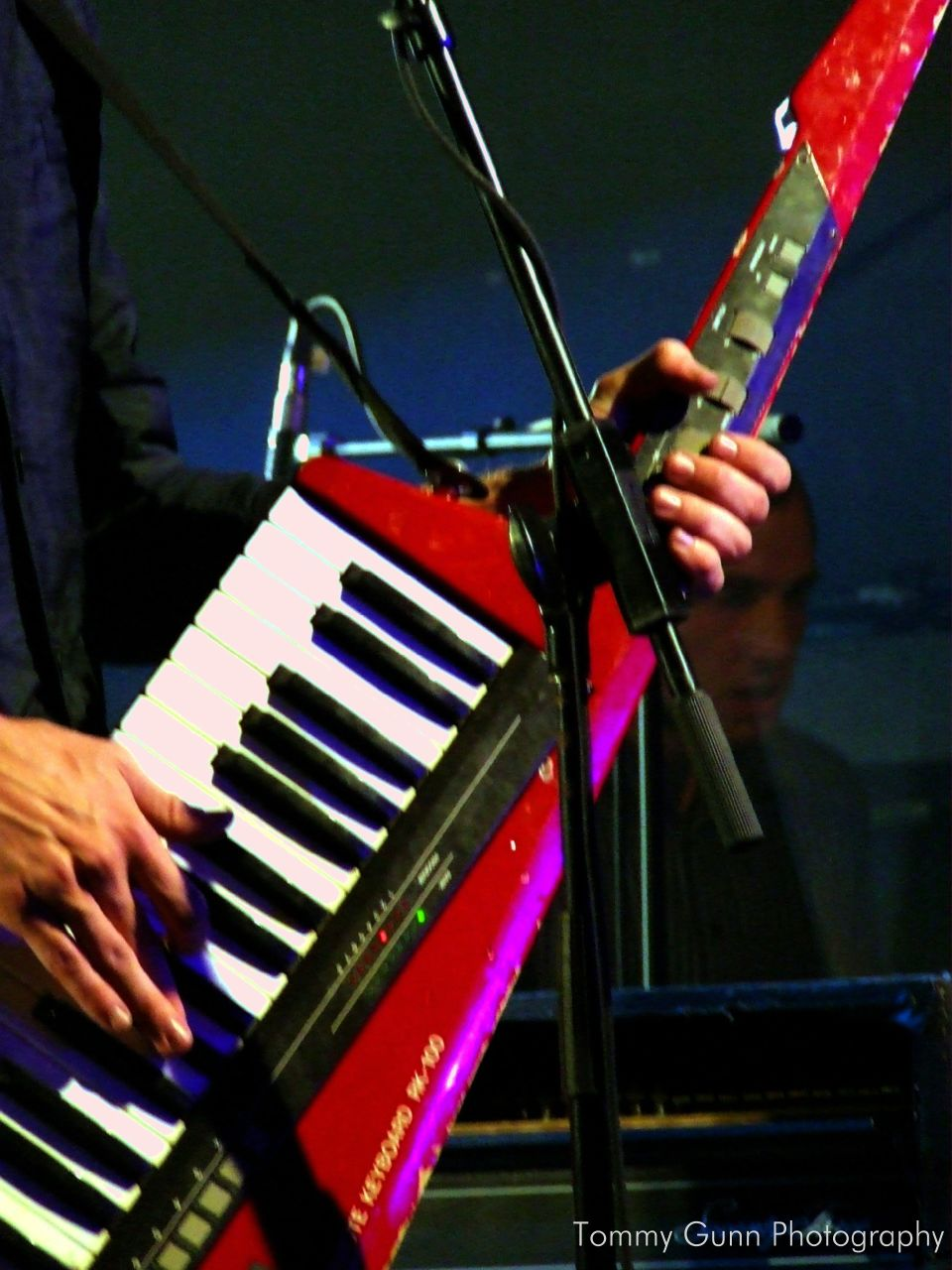
Un keytar Korg RK-100.

Le keytar est un synthétiseur, clavier MIDI dans la plupart des cas, se portant comme une guitare. Son nom a été créé par contraction des mots keyboard (clavier) et guitar (guitare).

## Différents modèles
- Alesis Vortex
- Casio AZ-1
- Davis Clavitar
- Davis Clavitron
- Formanta Mini
- Junost 21
- Korg RK-100
- Lag LeKey
- Lync LN-1000
- Lync LN-4

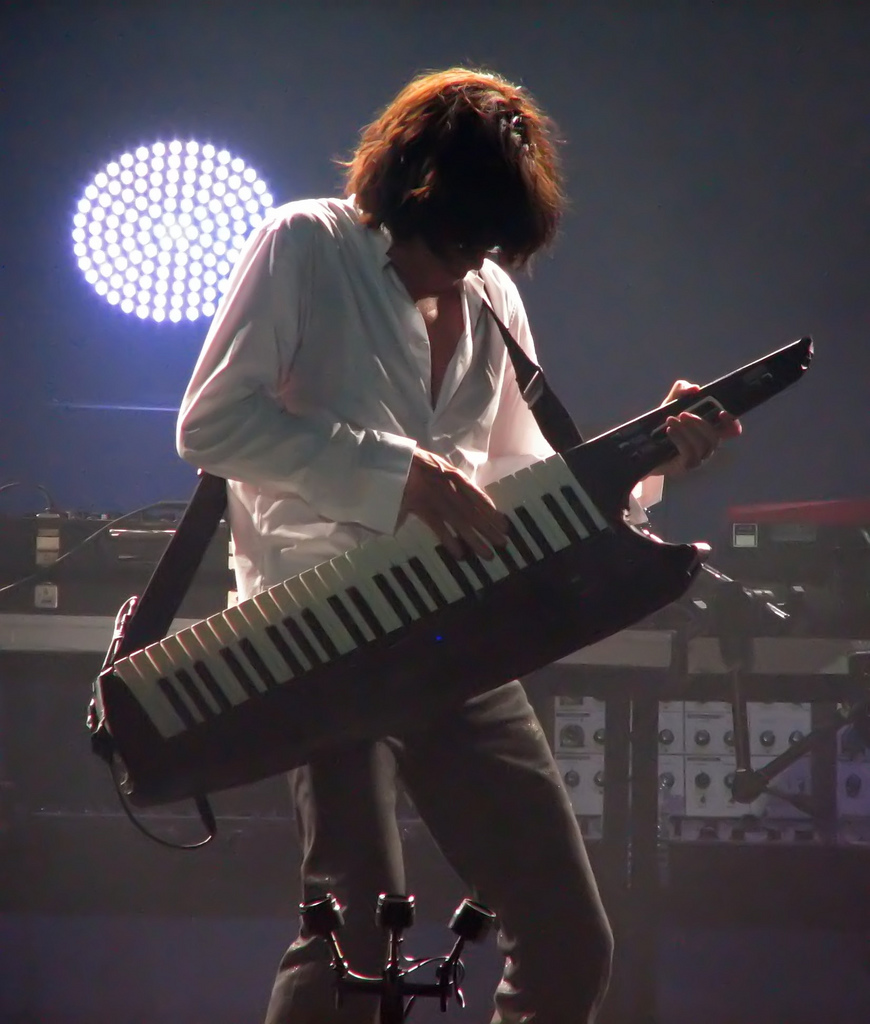
Jean-Michel Jarre jouant sur un Roland AX-Synth (2009).

- Lync LN-4 (Jan Hammer Signature Series)
- Moog Liberation
- PMS Syntar
- Powell Probe (keytar de Roger Powell, de Royalex)
- Roland AX-1
- Roland AX-7
- Roland AXIS
- Roland AX-Synth
- Roland AX-Edge
- Roland Lucina AX-09
- Roland SH-101 et MGS-1
- Royalex Probe (premier keytar de Jan Hammer, années 1970)
- Sequential Circuits Remote Prophet
- Siel DK70
- Tyco HotKeyz
- Yamaha KX-1
- Yamaha KX-5
- Yamaha SHS-10
- Yamaha SHS-200
- Zen Riffer solo Axe